# Schleißbühlweiher
Der Schleißbühlweiher liegt zwischen den Orten Büchelberg und Haundorf im mittelfränkischen Landkreis Weißenburg-Gunzenhausen.
Der etwa ein Hektar große Weiher liegt am Rand des Spalter Hügellands im Fränkischen Seenland unweit westlich von Eichenberg, südwestlich von Haundorf und nordöstlich von Büchelberg am Fuße des Büchelbergs inmitten des Haundorfer Waldes auf einer Höhe von 426 m ü. NHN. Er wird vom Haundorfer Weihergraben durchflossen. Der Schleißbühlweiher gehört zusammen mit den anliegenden Stillgewässern Holzweiher und Haundorfer Weiher zu einer Weiherkette. Nicht zur Weiherkette gehören die südöstlich befindlichen Eichenberger Weiher, Branderweiher, Speckweiher und Schnackenweiher.